# Speläologie

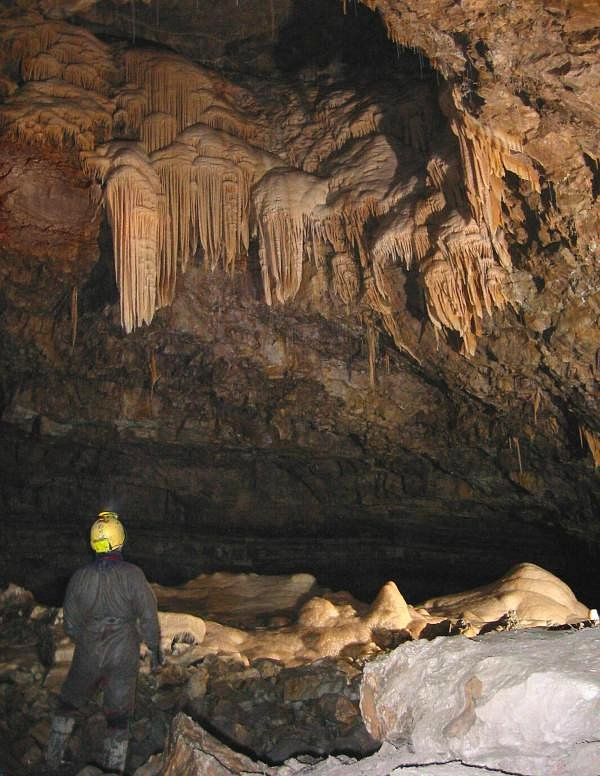
Die Höhle Ogof Craig A Ffynnon in Wales

Speläologie (lateinisch spelaeum ‚Höhle (poetisch nach der griechischen Wurzel τό σπήλαιον to spēlaion = die Höhle)‘ und -logie) ist der Fachbegriff für Höhlenforschung/Höhlenkunde. Édouard Alfred Martel (1859–1938) gilt als Begründer der modernen, systematischen und wissenschaftlichen Höhlenforschung. 

## Arbeitsgebiete und Aufgaben

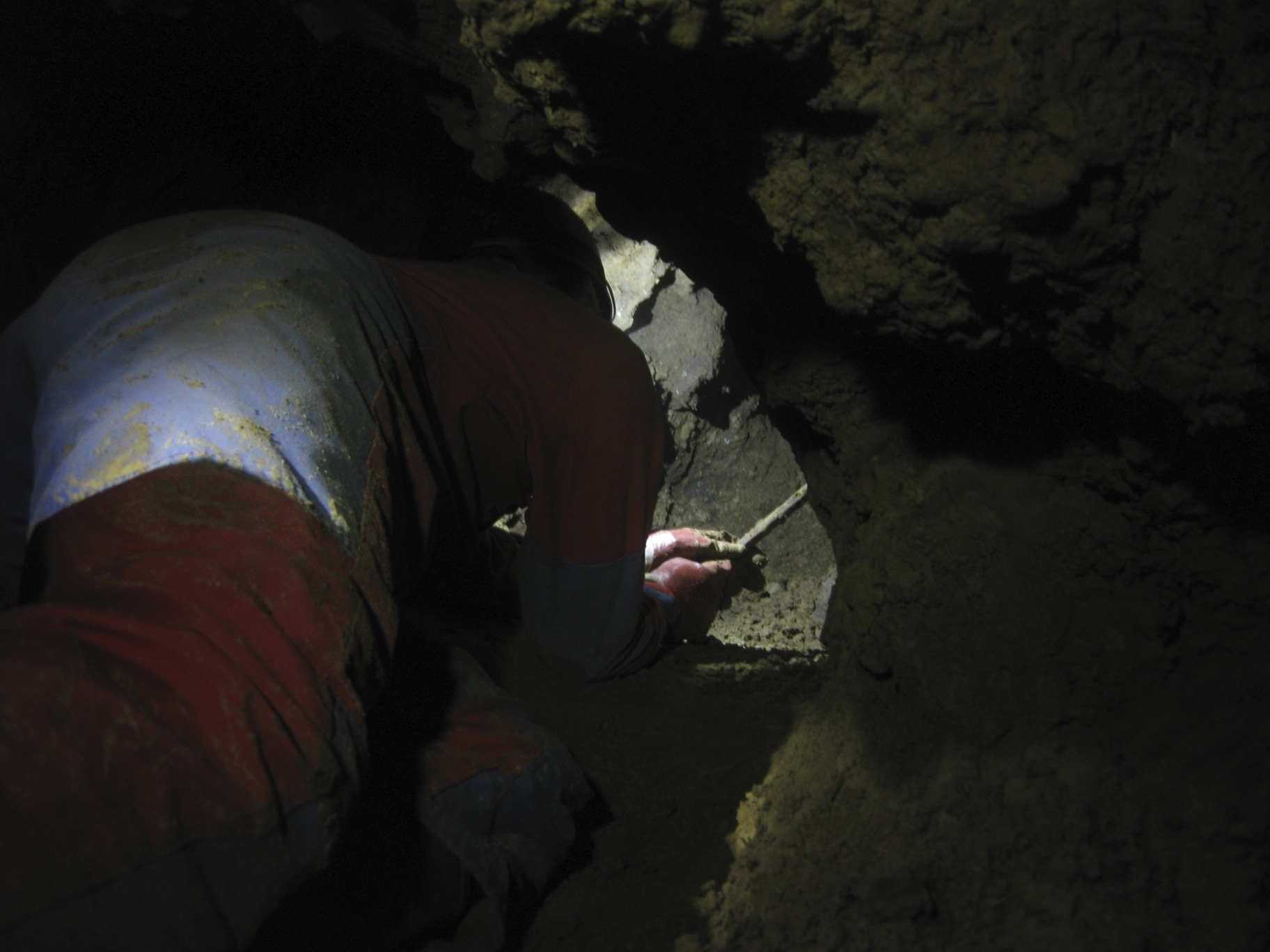
Ausgraben eines verlehmten Ganges in Wuppertal

Ziel der Speläologie ist die Erforschung (und der Schutz) von Höhlen und Karsterscheinungen.
Die Speläologie ist eine interdisziplinäre Wissenschaft, die viele Teilbereiche zusammenführt, unter anderem:
- Archäologie
- Biologie (Biospeläologie, Fledermäuse)
- Geographie
- Geologie
- Hydrologie
- Klimatologie
- Paläontologie

Das Auffinden neuer Höhlenteile sowie deren Vermessung, Kartografie unter Einbeziehung des Höhlenumfeldes ist eine der Hauptaufgaben der Speläologen. Zudem werden Pegelstände, Wassertemperatur, Höhlenwind, Luftzusammensetzung, Luftdruck oder Lufttemperatur gemessen. Dies kann manuell vorgenommen werden oder mit automatisierten Sensoren, die ihre Ergebnisse speichern oder mittels Cave-Link nach außen senden. Die Ergebnisse werden in Fachzeitschriften und im Höhlenkataster gesammelt.

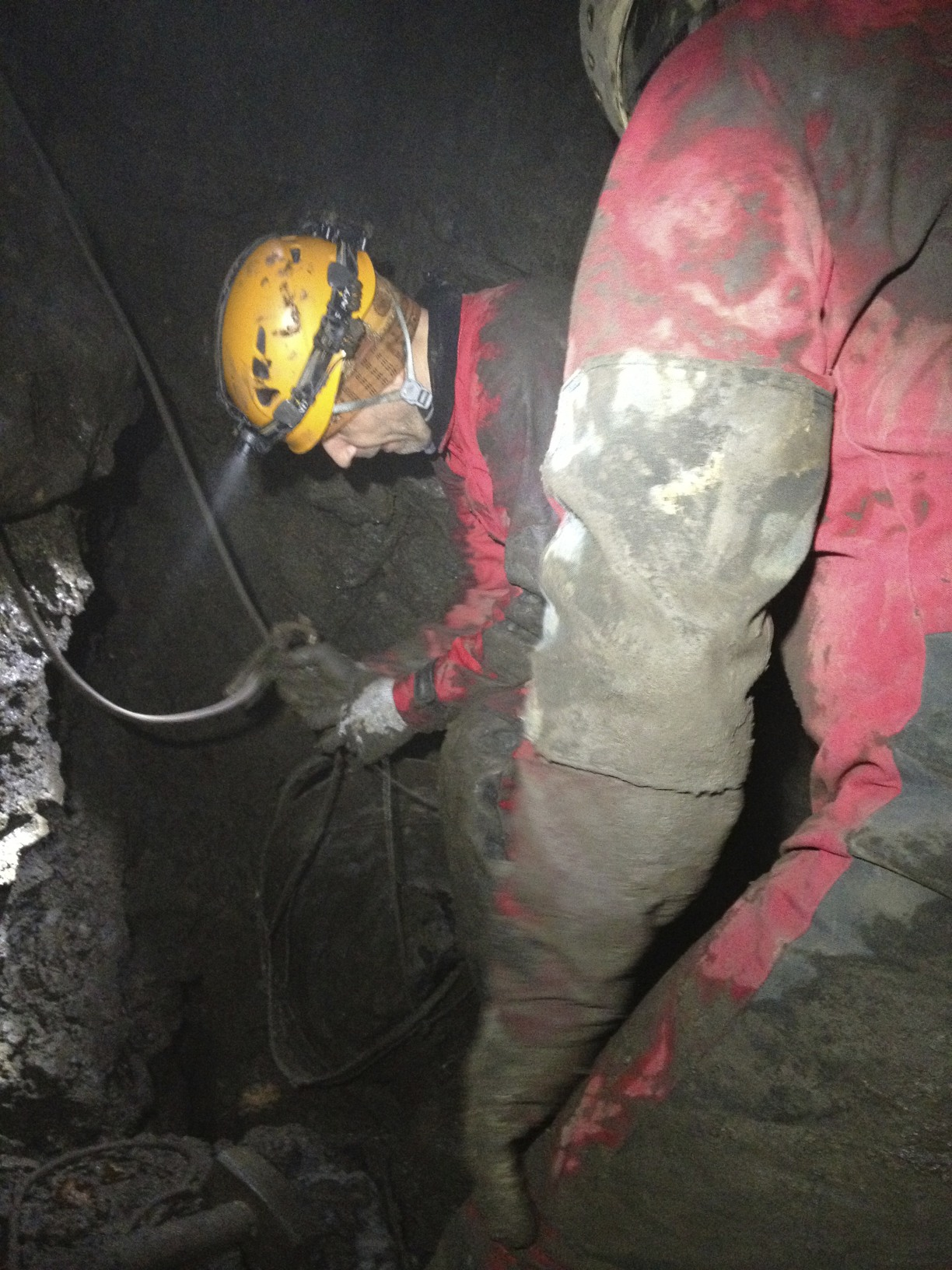
Entfernen von Felsbrocken in Gummersbach

Startpunkt der Forschung ist oft die Höhlenbefahrung, die als praktische Speläologie hochspezialisierte Methoden wie die Einseiltechnik (SRT) und das Höhlentauchen umfasst. In der Praxis verbringen Höhlenforscher sehr viel Zeit damit, Höhlen „befahrbar“ zu machen, also dafür zu sorgen, dass ein Mensch – oft schlufend (kriechend) – möglichst weite Teile der Höhle betreten kann. Dazu muss oft unter schwierigsten Arbeitsbedingungen Sediment aus verlehmten Gängen gegraben oder Felsblöcke entfernt werden.
Der Geologe Radim Kettner gliederte die Höhlenforschung in die Hauptbereiche Speläotopographie, Speläogenese und Speläobiologie. Weiterhin nennt er die Speläohydrologie und Speläometeorologie. Die Speläobiologie vereint seiner Beschreibung nach die Speläobotanik, Speläozoologie, Speläopaläontologie und Speläoanthropologie.
Höhlenforscher sind in aller Regel auch für den Höhlenschutz aktiv.

## Speläologe oder Höhlenforscher
- Der Speläologe (Höhlenforscher) befährt Höhlen zu deren Erforschung und Dokumentation und ist üblicherweise in einem höhlenkundlichen Verein organisiert.
- Der Höhlengeher erkundet eine nicht erschlossene Höhle ohne wissenschaftlichen Zweck. Siehe auch Höhlenwandern.
- Der Höhlentourist besucht eine Schauhöhle oder nimmt an einer Höhlentrekking-Tour teil.[4]

Es gibt nur sehr wenige berufliche Speläologen. Oft sind es Geologen, die Forschungsprojekte für Universitäten durchführen. Die meisten Speläologen sind Hobbyforscher, die sich ihr Wissen individuell angeeignet haben und oftmals mit professionellen Forschern unterschiedlicher Fachrichtungen zusammenarbeiten. In vielen höhlenkundlichen Vereinen sind auch Wissenschaftler in ihrer Freizeit tätig. Einige bekannte Namen sind in der Liste von Höhlenforschern aufgeführt.
Des Weiteren verfügen Speläologen oft über verschiedene vom Alpinismus her bekannte Qualifikationen (Klettern, Seiltechnik), sowie über andere Kenntnisse wie Höhlentauchen, Vermessungstechnik, Höhlenrettung und Notfallmedizin.

## Ausrüstung
Die Grundausrüstung eines Speläologen besteht in der Regel zunächst aus einem Steinschlaghelm mit festmontierter Stirnlampe. Hier sind Lampen mit LED-Technologie auf dem Vormarsch; gelegentlich sind jedoch noch Karbidlampen im Einsatz, die meist mit einer Batterie- oder Akkulampe kombiniert werden. Unerlässlich ist vor allem der Schlatz (ein extrem robuster Overall), der mit Unterschlaz, Handschuhen, Bergschuhen oder Gummistiefeln mit Profilsohle, Schleifsack (ein besonders strapazfähiger Rucksack, den man in Engstellen „nachschleifen“ kann) und Notfallausrüstung kombiniert wird.
Darüber hinausgehende Ausrüstungsgegenstände richten sich insbesondere nach der Zielsetzung, Aufenthaltsdauer und der Art der Höhle:
- Wasserhöhlen: Superschlaz (wasserdichter Schlaz) oder Neoprenanzug, evtl. Höhlentauchausrüstung
- Schachthöhlen: SRT-Ausrüstung (Seile, Abseilgerät, Steigklemmen), Hammer, Schlagbohrer, Spit/Bohrhaken, Laschen, Höhlenforscherleiter etc.
- Eishöhlen: Steigeisen, Eisschrauben, erweiterter Kälteschutz

Bei mehrtägigen Expeditionen wird zudem noch ein erweiterter Nahrungsmittelvorrat sowie ein Schlafsack und oft auch eine Isomatte benötigt. Da Funkgeräte unterirdisch nicht funktionieren, werden spezielle Systeme wie Cave-Link eingesetzt.

## Einseiltechnik (SRT)

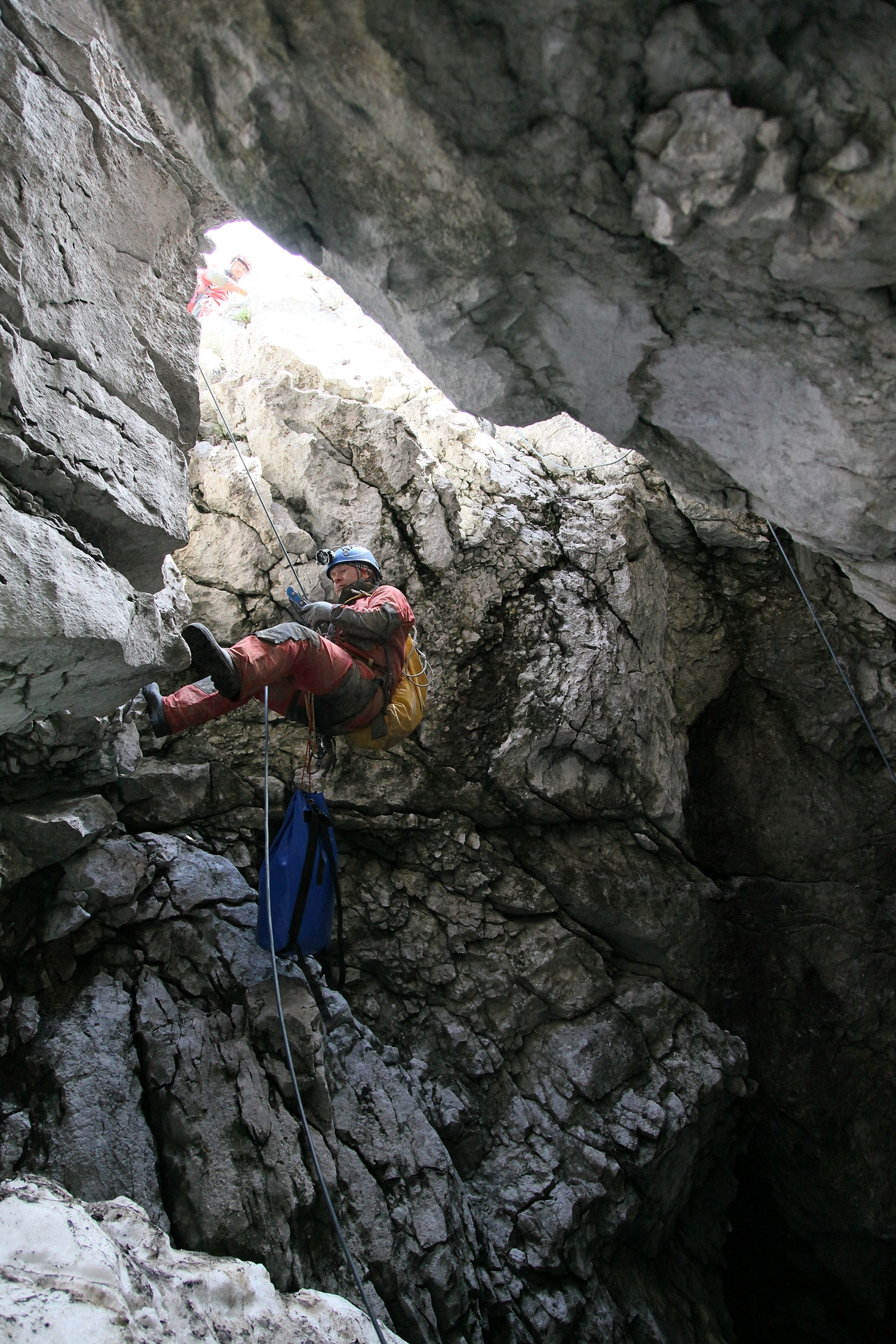
Abseilen in der Riesending-Schachthöhle

Die Einseiltechnik (engl. single rope technique) dient zum Befahren überwiegend vertikaler Strecken, zum Beispiel Schächten.
Da in Höhlen viele Stellen aufgrund von Nässe und Schlamm nicht im klassischen Stil erklettert werden können beziehungsweise in der Höhle Sicherheit oberste Priorität genießt, werden diese mit Hilfe technischer Hilfsmittel überwunden. Bis in die 1970er Jahre hinein wurden Schächte häufig mit Hilfe von Drahtseilleitern bewältigt. Diese sind gegenüber Seilen sehr schwer, abgesehen davon musste dabei zusätzlich mit einem Seil gesichert werden. Vor allem das Absteigen auf Drahtseilleitern ist mühsam und gefährlich.
Heute ist das Befahren von Schächten viel einfacher und sicherer. Die persönliche Ausrüstung besteht aus Höhlensitzgurt, Brustgurt, Sicherungsset (Cowtail), Bruststeigklemme, Handsteigklemme mit Fußschlinge und Abseilgerät.
Mit selbstblockierenden Abseilgeräten oder sogenannten „Racks“ können Schachtstrecken sicher, rasch und vor allem kraftsparend hinunter bewältigt werden. Mit den Steigklemmen geht es zwar entsprechend anstrengend, aber immerhin sehr sicher wieder hinauf.
Die Seile, die dabei verwendet werden, sind spezielle Statikseile („Speleo-Seile“), deren Mantel gegen Abnutzung und Schmutz dichter gewebt ist, und die im Gegensatz zu den Seilen, die beim klassischen Klettern am Berg verwendet werden, nur eine sehr geringe Dehnung aufweisen. Speleo-Seile dürfen daher neben dem Abseilen und Aufsteigen lediglich zum statischen Sichern verwendet werden.

## Vermessung und Höhlenplan

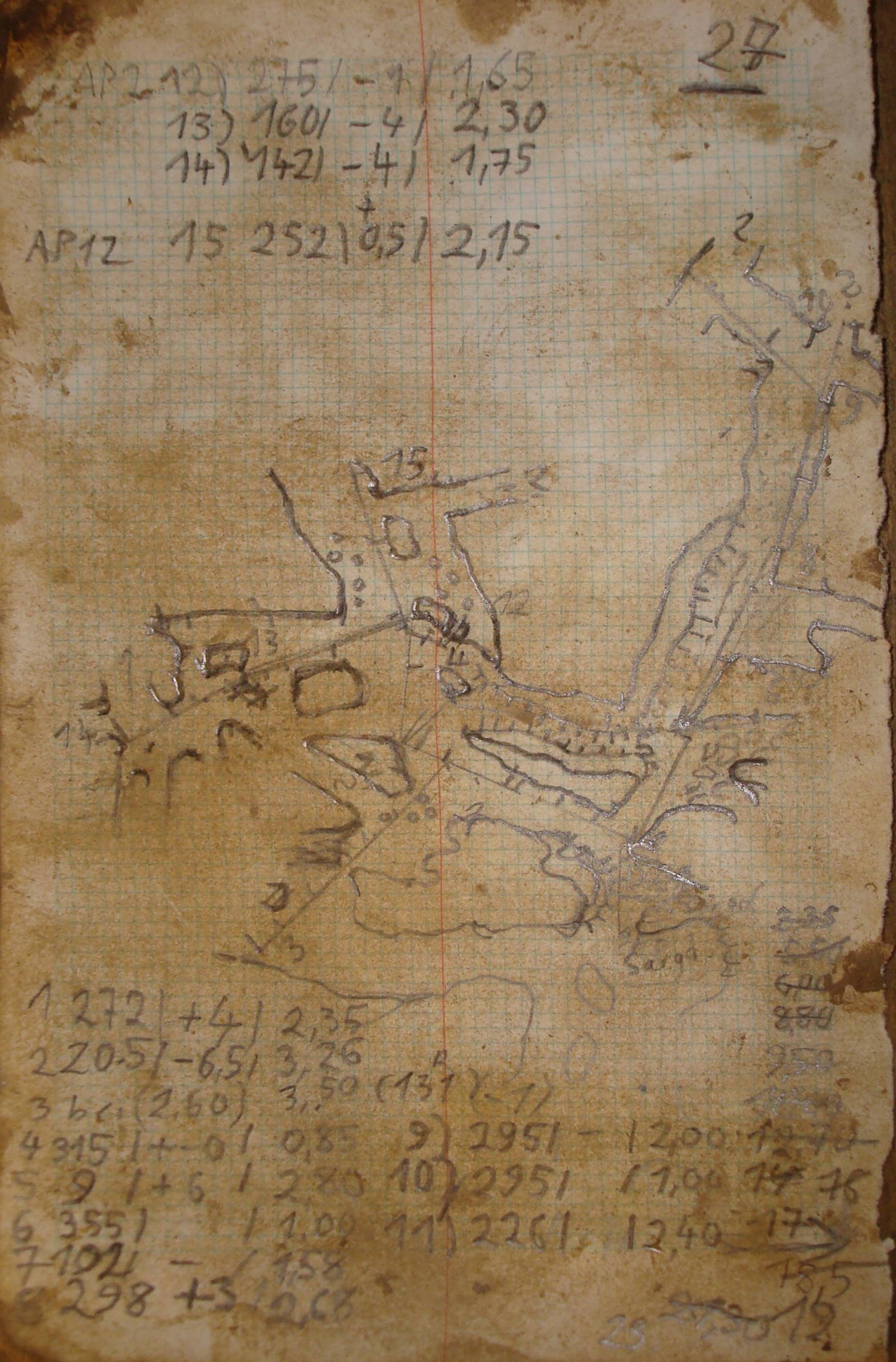
Lehmige Vermessungsskizze

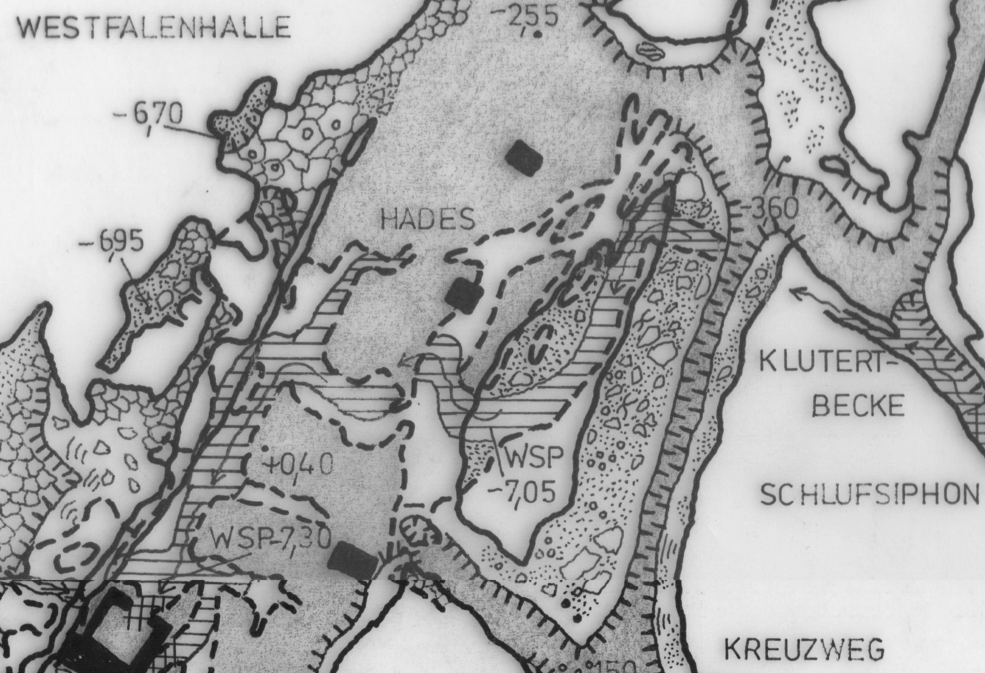
Ausschnitt aus einem handgezeichneten Plan der Bismarckhöhle in Ennepetal

Verschiedene Verfahren zur Kartierung werden angewendet: In kleineren Höhlen wird oft mit einer Messschnur gearbeitet, die zwischen zwei Punkten frei und möglichst straff gespannt wird. An dieser Schnur wird ein Hängekompass, das sogenannte Hängezeug eingehängt, die Neigung der Messstrecke mit einem Neigungsmesser (Klinometer) gemessen und die Länge durch Anlegen eines Maßbands ermittelt. In alpinen Höhlen kommen eher Peilverfahren zum Einsatz. Dazu werden Kompass, incl. Neigungsmesser und robuste Laserdistanzmessgeräte, die den schwierigen Bedingungen (Temperatur, Luftfeuchtigkeit, Nässe, Schmutz) gewachsen sind, verwendet. Die Vermessung stellt die Messgruppe, die in der Regel aus 2–4 Höhlenforschern besteht, oft vor große  Herausforderungen. Neben Schmutz und Feuchtigkeit führt die Enge oft dazu, dass Messwerte schlecht abgelesen werden können. Metallgegenstände in der Ausrüstung – auch in den Helmlampen – können die Kompassmessungen verfälschen. Das Anpeilen der nächsten Messstelle, während man sich kletternd oder schwimmend am vorherigen Messpunkt halten muss, kann erhebliches akrobatisches Geschick erfordern. Selbst bei Arbeit mit mehreren Paar Handschuhen im Wechsel kommt es unweigerlich zur Übertragung von Lehm und Nässe auf Messgeräte und Skizzen.
Neigung, Länge und Azimut (Kompasswinkel) spezifizieren eine im 3-D)-Raum ausgerichtete und orientierte Strecke. Mehrere solcher Strecken aneinander gereiht bilden einen Polygonzug.
Bei einer Vermessung werden viele Polygonzüge aneinander gereiht (= Polygonierung), die auch auf einen Plan übertragen werden. Der Zeichner vor Ort erfasst auf dem Plan auch Gangbreiten, Umrisse, Höhleninhalt, sonstige Besonderheiten usw. Die papiergebundene Skizze kann noch nicht vollständig maßstabsgetreu sein, da in aller Regel beim Zeichnen noch nicht alle Messzüge korrekt von drei Dimensionen auf zwei Dimensionen projiziert werden: Eine etwa 7 m lange Messstrecke mit 45° Gefälle müsste auf einem maßstabsgetreuen zweidimensionalen Plan mit etwa 5 m Länge eingezeichnet werden. Bei einer komplett digitalen Vermessung werden die Skizzen auf einem PDA mit Touchscreen direkt gezeichnet.
Die Skizze und die elektronisch oder auf Papier protokollierten Polygonzüge dienen zum Anfertigen einer maßstabsgetreuen Konstruktionszeichnung. Bei der klassischen Höhlenplanerstellung wird nun mit Transparentpapier und Tusche auf der Konstruktionszeichnung der eigentliche Höhlenplan gezeichnet. Handgezeichnete Höhlenpläne können einen ganz erheblichen Detailreichtum aufweisen und die „Einrichtung“ der Höhle in vielen Details zeigen.
Bei digitalem Arbeiten kann aus den Messzügen automatisch eine maßstabsgetreue Konstruktionszeichnung erstellt werden. Zusammen mit eingescannten Skizzen oder den digitalen Skizzen aus dem PDA dienen diese als Grundlage, um mittels PC-Software einen Höhlenplan zu erstellen. Hierbei kommen CAD-Programme, Vektorgrafik-Programme mit Erweiterungen (z. B. Inkscape mit Caveink) oder spezielle Programme für die Höhlenplanerstellung (z. B. Therion und cSurvey) zum Einsatz.
Bei beiden Arten der Planerstellung werden in der Regel international standardisierte Signaturen verwendet, die allen Höhlenforschern das Verstehen des Planes erleichtern. In handgezeichneten Höhlenplänen sind diese Signaturen aber extrem aufwändig in der Erstellung. Digitale Höhlenpläne machen in der Regel ein schnelleres und flexibleres Arbeiten möglich.

### UIS-Klassifizierung der Genauigkeit von Höhlenplänen
Einem Höhlenplan sieht man nicht an wie genau er ist. Ein schön gezeichneter Plan kann auf einer ungenauen Vermessung bzw. Entwurfszeichnung basieren oder umgekehrt. Daher ist es sinnvoll die Genauigkeit der Vermessung und der Entwurfszeichnung anzugeben, wozu es einen internationalen Standard der UIS (Internationale Union für Speläologie – Arbeitsgruppe für Höhlenvermessung und Plandarstellung der Informatikkommission) gibt.

## Geschichte der Höhlenforschung
Als Schutzraum, als unheimliche, lichtlose Orte oder als möglicher Zugang zu einer anderen (Unter)-Welt stellten Höhlen zu allen Zeiten ein Faszinosum dar. Bereits der Neandertaler drang vor über 175.000 Jahren in Höhlen ein und fertigte Höhlenmalereien an. Mit der Aufklärung begann eine systematische Beschäftigung und damit einhergehend ein wissenschaftliches Verständnis über die Entstehung von Höhlen. Erst die technischen Möglichkeiten des 19. Jahrhunderts ermöglichten schließlich ein Vordringen auch in tieferliegende Höhlenbereiche (z. B. 1880 Drachenhöhle auf Mallorca). 1965 wurde mit der Internationalen Union für Speläologie ein weltweiter Dachverband gegründet.

## Gefahren
Neben den allgemeinen alpinen Gefahren existiert in aktiven Wasserhöhlen die Gefahr, bei Hochwasser eingeschlossen zu werden und schlimmstenfalls zu ertrinken. Dieser Gefahr kann allerdings durch einfache Vorsichtsmaßnahmen, wie dem Besuch solcher Höhlen nur bei sicherer Wetterlage, gegebenenfalls nur im Winter bei strengem Frost, wirksam begegnet werden.
Auch die Möglichkeit sich zu verirren, von Laien häufig als besondere Gefahr empfunden, ist bei entsprechender Erfahrung äußerst gering und kann durch zusätzliche Vorsichtsmaßnahmen weiter minimiert werden. Bei besonders großen Höhlen kann ein Höhlenplan mitgeführt werden, um ein Verirren effektiv zu verhindern. Bei einer Erstbefahrung wird der Höhlenplan angelegt und kontinuierlich aktualisiert. Auch das genaue Einprägen der Gänge ist hilfreich, bei komplexen Gangsystemen jedoch entsprechend ineffektiv. Zusätzlich können daher Markierungen durch Steinmännchen angebracht oder Leuchtstäbe genutzt werden, die auf dem Rückweg eingesammelt werden. Insbesondere bei Wasserhöhlen kommt zusätzlich eine zumeist neonfarbene Leitschnur zum Einsatz, die den Weg zum Einstieg weist.
Die größte Gefahr besteht primär in der Möglichkeit einer Verletzung sowie sekundär in einer hieraus resultierenden, gegebenenfalls lebensgefährlichen Unterkühlung (siehe beispielhaft Unglück in der Riesending-Höhle). Auf der Erdoberfläche besteht notfalls fast immer die Möglichkeit eines Hubschraubertransports. Im Erdinneren sieht dies gänzlich anders aus: Der Transport eines Menschen mit beispielsweise einem Beckenbruch kann sehr schwierig und langwierig werden. Vor allem in Höhlen mit vielen Engstellen kann die Überwindung weniger hundert Meter unter Umständen ein tagelanges Martyrium für den Verletzten und seine Retter werden. Höhlenvereine unterhalten daher speziell geübte und geschulte Höhlenrettungstrupps, die sich aus den jeweils aktiven Höhlenforschern des Vereines rekrutieren.
Aus diesem Grund sollten Höhlen grundsätzlich nur zusammen mit erfahrenen Mitgliedern etablierter Höhlenvereine und geeigneter Ausrüstung befahren werden. In Deutschland sind die Höhlenforscher üblicherweise im Verband der deutschen Höhlen- und Karstforscher (VdHK) organisiert, in Österreich im Verband Österreichischer Höhlenforschung und in der Schweiz in der Schweizerischen Gesellschaft für Höhlenforschung, die auch Kontakt interessierter Personen zu örtlichen Vereinen in der Region vermitteln.